# Conseil européen des 15 et 16 octobre 1999
Le Conseil européen de Tampere, qui s'est déroulé le 15 octobre 1999 et le 16 octobre 1999, a réuni en Finlande les chefs d'État et de gouvernement de l'Union européenne, sous la présidence de Paavo Lipponen.

## Dispositions principales
Il a abouti à un accord sur des réformes institutionnelles, ainsi qu'à la proposition de formaliser la coopération judiciaire (§46 de la déclaration finale), qui mènera progressivement à la création d'Eurojust, comme réponse nécessaire à la création antérieure d'Europol. Il a aussi affirmé l'objectif de « renforcer la politique étrangère et de sécurité commune », offrant le plein appui du Conseil à l'action du Haut représentant de la PESC Javier Solana.
Poursuivant les acquis du traité d'Amsterdam (1997) concernant la création d'un « espace de liberté, de sécurité et de justice », il a notamment « souligné que le citoyen ne peut jouir de la liberté que dans un véritable espace de justice, où chacun peut s'adresser aux tribunaux et aux autorités de tous les États membres aussi facilement qu'il le ferait dans son propre pays. Le Conseil européen a approuvé le principe de la reconnaissance mutuelle des décisions judiciaires qui devrait devenir la pierre angulaire de la coopération judiciaire. Il a souligné la nécessité d'une convergence accrue dans le domaine du droit civil et en particulier la nécessité de faciliter la coopération judiciaire dans les affaires transfrontalières ».
Concernant l'harmonisation au niveau européen de la politique de l'immigration (droit d'asile, renforcement de la coopération douanière, etc.), le Conseil préconise aussi la mise en place d'accords de réadmission entre l'Union européenne et les pays tiers.
Enfin, dans son annexe, il s'attache à préciser les modalités de rédaction de la Charte des droits fondamentaux de l'Union européenne dont la création avait été décidée lors du Conseil européen de Cologne. Intitulée « composition, méthode de travail et modalités pratiques de l’enceinte pour l’élaboration du projet de Charte des droits fondamentaux de l’Union européenne envisagé dans les conclusions de Cologne », l'annexe indiquait ainsi que cette enceinte devait être « composée de représentants des chefs d’État et de gouvernement des États membres et du président de la Commission européenne ainsi que de membres du Parlement européen et des parlements nationaux ». La France, alors en situation de cohabitation, choisira par un acte conjoint du Président et du Premier ministre comme représentants Guy Braibant et sa suppléante, le professeur Jacqueline Dutheil de la Rochère.

## Plan de la déclaration finale
- Introduction
- Vers une Union de liberté, de sécurité et de justice :
  - A. Une politique en matière d'asile et de migration
  - B. Un véritable espace européen de justice
  - C. La lutte contre la criminalité à l’échelle de l’union
  - D. Une action extérieure plus forte
- Annexe : enceinte pour l’élaboration du projet de Charte des droits fondamentaux

## Composition
| États membres | Votes (Vote à la majorité qualifiée) | Chef d'État/de gouvernement               | Parti national                                | Parti européen      |
| ------------- | ------------------------------------ | ----------------------------------------- | --------------------------------------------- | ------------------- |
| Allemagne     | 10                                   | Gerhard Schröder                          | SPD (coalition SPD/Alliance 90/Les Verts)     | PSE/Verts européens |
| France        | 10                                   | Jacques Chirac/Gouvernement Lionel Jospin | RPR/Gauche plurielle                          | Indépendant/Divers  |
| Royaume-Uni   | 10                                   | Tony Blair                                | Parti travailliste                            | PSE                 |
| Italie        | 10                                   | Massimo D'Alema                           | Démocrates de gauche (coalition de l'Olivier) | PSE                 |
| Espagne       | 8                                    | José María Aznar                          | Parti populaire                               | PPE                 |
| Pays-Bas      | 5                                    | Wim Kok                                   | Parti travailliste                            | PSE                 |
| Grèce         | 5                                    | Costas Simitis                            | PASOK                                         | PSE                 |
| Belgique      | 5                                    | Guy Verhofstadt                           | VLD/Coalition arc-en-ciel                     | ELDR/divers         |
| Portugal      | 5                                    | António Guterres                          | Parti socialiste                              | PSE                 |
| Suède         | 4                                    | Göran Persson                             | SAP                                           | PSE                 |
| Autriche      | 4                                    | Viktor Klima                              | SPÖ (Grande coalition avec l'ÖVP)             | PSE/PPE             |
| Danemark      | 3                                    | Poul Nyrup Rasmussen                      | Sociaux démocrates                            | PSE                 |
| Finlande      | 3                                    | Paavo Lipponen                            | SDP                                           | PSE                 |
| Irlande       | 3                                    | Bertie Ahern                              | Fianna Fáil (centre-droit)                    | Indépendant         |
| Luxembourg    | 2                                    | Jean-Claude Juncker                       | CSV                                           | PPE                 |

## Sources

## Compléments